# Contágio por vetores
Contágio por vetores ocorre quando temos um elemento intermediário, o vetor, geralmente um inseto ou artrópode. O tempo que vai do momento que o vetor se infecta ao momento que se torna infectante ou transmissor é denominado de período de incubação extrínseca. O vetor pode ser específico ou não.